# Пакет для варки

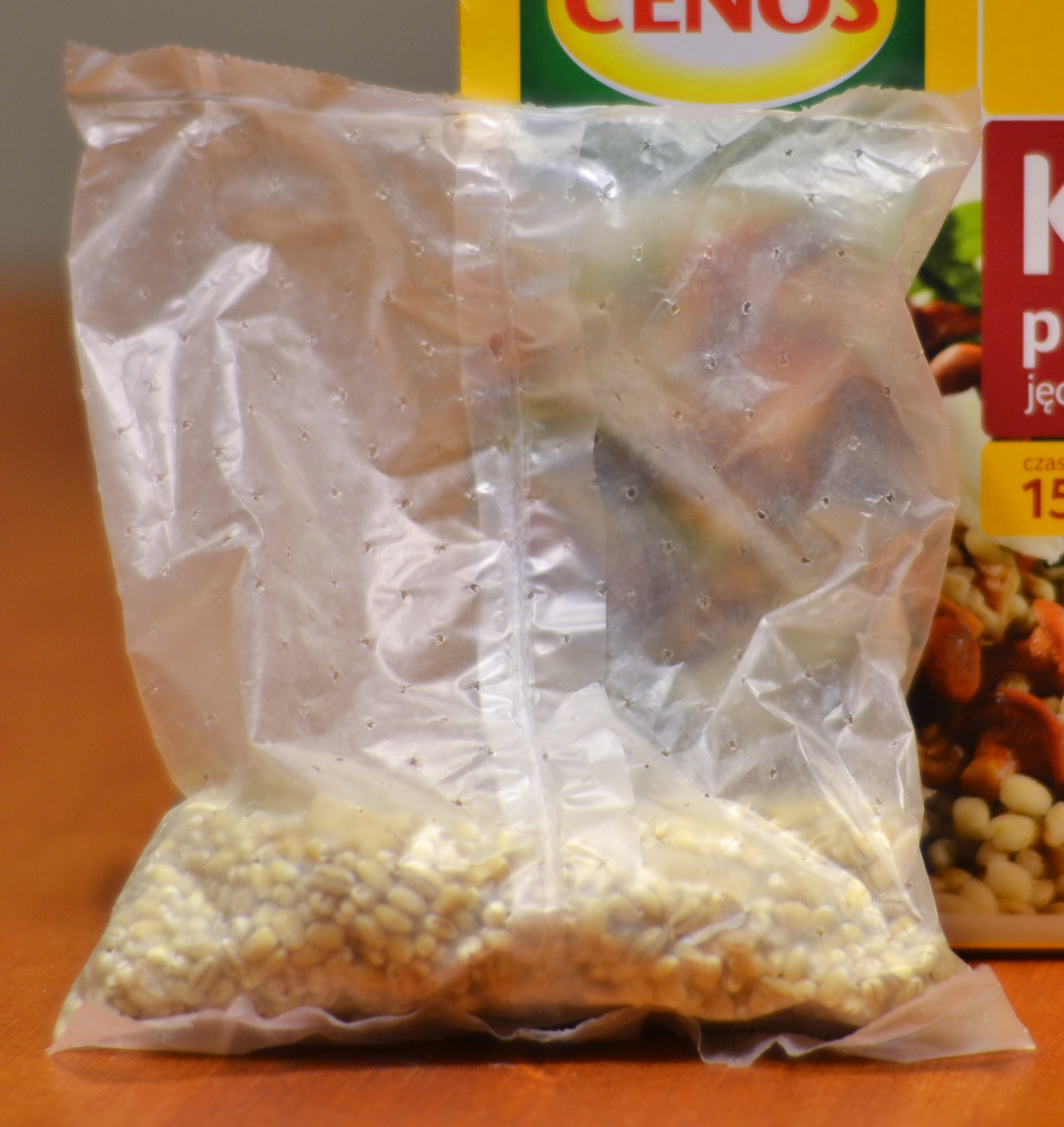
Перловая крупа в пакете

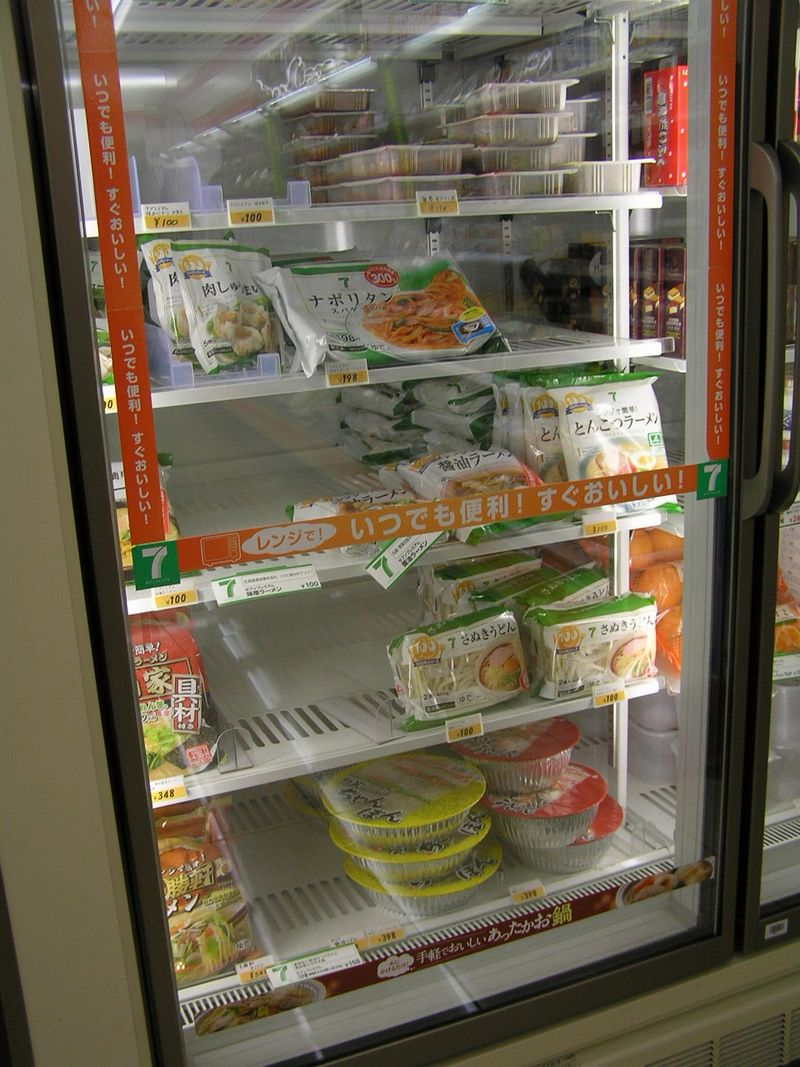
Некоторые замороженные продукты продаются в пакетах для последующего разогрева

Пакет для варки — форма упакованных пищевых продуктов, в которых упакованные продукты нагреваются или варятся в кипящей воде. Полиэтиленовые пакеты могут быть прочными и непроницаемыми для хранения замороженных продуктов. Также пакеты могут быть пористыми или перфорированными, чтобы позволить кипящей воде проникнуть в мешок.

## Твёрдые мешки
Готовые продукты можно надёжно упаковать в полиэтиленовые пакеты, заморозить, а часто и упаковать в складные картонные коробки. Потребитель берёт мешочек и опускает его в кипящую воду на определённый срок. Сумка либо открывается, либо может иметь функцию лёгкого открываниия.
Мешки обычно не подходят для микроволнового нагрева, если они не проколоты для сброса давления. Некоторые из них имеют функции самовентиляции.

## Пористые мешки
Некоторые сухие продукты, как правило, зерновые, продаются в перфорированных пластиковых пакетах и предназначены для удобного приготовления пищи прямо в корпусе. При приготовлении пищи можно легко слить, вытащив мешок из воды, без использования дополнительной кухонной утвари.
Самым популярным продуктом, продаваемым в виде варки в пакетиках, является рис, однако существуют и другие крупы: перловая или гречневая (относящаяся к злакоподобным культурам). Как правило, в качестве корпусов для пищевых продуктов используются термостойкие, перфорированные полипропиленовые мешки.